# Pascal Nyabenda
Pascal Nyabenda (Mpanda, 12 de abril de 1966) es un político burundés, presidente de la Asamblea Nacional de Burundi desde julio de 2015. Desde el 8 hasta el 18 de junio de 2020 fue el Presidente de la República de Burundi de forma interina, tras el fallecimiento de Pierre Nkurunziza.

## Carrera
También se desempeña como el presidente del Consejo Nacional para la Defensa de la Democracia - Fuerzas para la Defensa de la Democracia (CNDD-FDD), el partido de gobierno, desde el año 2012. Anteriormente fue Presidente del Grupo Parlamentario del CNDD-FDD y se desempeñó como Gobernador de la provincia de Bubanza.
El 31 de marzo de 2012, fue elegido como el presidente del CNDD-FDD, siendo la persona más influyente del partido en el país detrás del Presidente Pierre Nkurunziza.
Nyabenda fue elegido miembro de la Asamblea Nacional las elecciones parlamentarias de junio de 2015, donde se presentó como candidato del CNDD-FDD, y fue elegido por los diputados como Presidente de la Asamblea Nacional el 30 de julio de 2015. No hubo otros candidatos para el puesto y recibió 101 votos.